# Fred Hovey
Frederick "Fred" Howard Hovey (Newton Centre, 7 de Outubro de 1868 - Miami Beach, 18 de Outubro de 1945) foi um tenista profissional estadunidense.

## Grand Slam finais

### Simples (1 título, 3 vices)
| Resultado | Ano  | Campeonato         | Oponente        | Placar                  |
| --------- | ---- | ------------------ | --------------- | ----------------------- |
| Vice      | 1892 | U.S. Championships | Oliver Campbell | 5–7, 6–3, 3–6, 5–7      |
| Vice      | 1893 | U.S. Championships | Robert Wrenn    | 4–6, 6–3, 4–6, 4–6      |
| Campeão   | 1895 | U.S. Championships | Robert Wrenn    | 6–3, 6–2, 6–4           |
| Vice      | 1896 | U.S. Championships | Robert Wrenn    | 5–7, 6–3, 0–6, 6–1, 1–6 |

### Duplas (2 títulos, 1 vice)
| Resultado | Ano  | Campeonato         | Parceiro        | Oponentes                         | Placar             |
| --------- | ---- | ------------------ | --------------- | --------------------------------- | ------------------ |
| Campeão   | 1893 | U.S. Championships | Clarence Hobart | Oliver Campbell Robert Huntington | 6–3, 6–4, 4–6, 6–2 |
| Campeão   | 1894 | U.S. Championships | Clarence Hobart | Carr Neel Sam Neel                | 6–3, 8–6, 6–1      |
| Vice      | 1895 | U.S. Championships | Clarence Hobart | Malcolm Chace Robert Wrenn        | 5–7, 1–6, 6–8      |